# Tetanorhynchus proximus
Tetanorhynchus proximus är en insektsart som beskrevs av Piza Jr. 1977. Tetanorhynchus proximus ingår i släktet Tetanorhynchus och familjen Proscopiidae. Inga underarter finns listade i Catalogue of Life.